# Tresminas
Tresminas is een plaats (freguesia) in de Portugese gemeente Vila Pouca de Aguiar en telt 528 inwoners (2001).